# Peter Eszterhás
Peter Ernö Eszterhás (født 5. september 1940 i Budapest, Ungarn) er skuespiller og instruktør.
Han kom til Danmark som flygtning sammen med sin far i forbindelse med den ungarske opstand i 1956. Meget hurtigt, og på grund af en intens indsats, lærte han sig at tale et flot dansk. I et par år efter sin ankomst til Danmark, blev han af politiet brugt som tolk, når unge ungarske mænd kom i konflikt med med loven, med hinanden, eller med unge danske mænd.
I 1958 blev Peter Eszterhás optaget på Århus Teaters elevskole, hvor han blev uddannet som skuespiller med afgang i 1961 sammen med holdkammeraterne Vigga Bro og Fritz Brun. Det var dog iscenesætterarbejdet der trak mest, og i løbet af 1960'erne og 1970'erne instruerede han en lang række forestillinger på Århus Teater og Svalegangen. I 1967 fik Danmarks Radio øje på Peter Eszterhás og fra 1970 blev han fast instruktør ved Radioteatret og arbejdede samtidig som freelance instruktør ved TV-Teatret, Århus Teater og diverse Københavnske teatre.
I slutningen af 1960'erne flyttede han fra Århus til København sammen med skuespillerinden Elin Reimer, hans samlever gennem 11 år. Forholdet sluttede i 1969, og i januar 1970 giftede Peter Eszterhás sig med lydtekniker ved Danmarks Radio Karin Eszterhás (født Grimstad), og sammen fik de sønnen Peter (født 1971). Dette ægteskab blev opløst i 1985.
Peter Eszterhás giftede sig igen i 1986 med ungarske Agnes Eszterhás (født Spitzer), der arbejder som systemplanlægger. De bor i Korsør.
Peter Eszterhás' spændvidde som instruktør har været stor og opgaverne mangfoldige. Fra den nyere danske dramatik som Nils Schous Marx og Coca Cola på Det kongelige Teater til en række operaer på Den Jyske Opera bl.a. Drømmerne i september 1974 (efter Karen Blixens fortælling) – et polytonalt musikdrama i to akter af Ebbe Hamerik. På tv instruerede han bl.a. Spaghetti og Alle elsker Debbie – en serie i 3 dele. På Radioteatret var han i front, da stereoen blev indført, og her kan nævnes forestillinger som Den kaukasiske kridtcirkel af Bertolt Brecht, Dostojevskijs Forbrydelse og straf, som han dramatiserede for radio, og Astrid Lindgrens Brødrene Løvehjerte, som han også skrev manuskriptet til – et manuskript som Astrid Lindgren godkendte. I Brødrene Løvehjerte valgte han sin egen søn til at spille hovedrollen som den lille syge dreng Tvebak. Siden Peter Eszterhás i starten af 90erne instruerede Gøngehøvdingen for TV-Teatret, en dramatisering af Carit Etlars roman ved Bjarne O. Henriksen og Gert Henriksen, har han dog ikke beskæftiget sig ret meget med teater.
I de seneste år har Peter Eszterhás mest gjort sig bemærket som en fremragende oversætter af ungarsk litteratur, og har bl.a. oversat bøger af sin næsten navnefælle forfatteren Péter Esterházy og nobelprismodtageren Imre Kertész.
I 1996 modtog Peter Eszterhás, i anledning af 40-året for den ungarske opstand, Den Ungarske Republiks kommandørkors som anerkendelse af sit arbejde med at oversætte og udbrede ungarsk litteratur.
Den 27. februar 2009 modtog Peter Eszterhás Dansk Oversætterforbunds Ærespris 2008. Oversætter og forfatter Niels Brunse motiverede tildelingen i sin tale:
| „ | Folk som Péter Eszterhás er sjældne som regnbuer. ... Det sjældne ved ham er ikke bare, at han bygger broer direkte mellem to sprog, der må finde sig i at blive kaldt ”små” på den internationale kvantitets-rangliste, nemlig ungarsk og dansk. Det er også mildt sagt en sjældenhed, at en litterær oversætter først begynder at lære sit målsprog som sekstenårig. | “ |

Peter Eszterhás kvitterede for den prestigefyldte pris med en takketale.